# Кувыкина, Ольга Владимировна
Кувыкина Ольга Владимировна (родилась 3 декабря) — российская детская писательница, биолог, научный журналист, фотолюбитель.
Окончила биологический факультет Московского Государственного Университета имени М. В. Ломоносова.
Лауреат премии «Книга года — 2010» в номинации «Вместе с книгой мы растем» за книгу «Письма насекомых».

## Книги
- «Клад на подоконнике: секретные материалы садовода»
- «Письма насекомых» — 50 писем;
- «Письма насекомых» — 25 писем, цветной подарочный вариант;
- «О людях и птицах»;
- «Пластилиновая книга: Кругосветное путешествие с Ольгой Кувыкиной и Натальей Синегиной»;
- «Briefe von Insekten», на немецком языке, вышла в Австрии и Германии;
- «Der Schatz am Fensterbrett», на немецком языке.
- «Новые письма насекомых» — новые рассказы о насекомых и практические советы по их выращиванию и фотосъемке.
- Насекомые и пауки : самые-самые: для среднего школьного возраста: 6+  / Ольга Кувыкина; фото: Ольга Кувыкина, Николай Владимиров; гл. ред. Екатерина Аксенова;оформ. обл.: Арабо Саргсян; оформ. кн.: Анастасия Кутасова; худ. Виктор Чижиков; ил.: Е. Михалина. - М.: Издательский дом Мещерякова, 2018. - 91, [5] с.: фотоил., ил.; 27 см. - (Пифагоровы штаны) .- Библиографический список в конце книги.- В выпускных данных: 6+ (Знак информационной продукции согласно Федеральному закону ФЗ-№436 от 29.12.2010 г.).- 5050 экземпляров . - ISBN 978-5-00-108157-9 : (в переплёте)